# Janiszewo (wieś w województwie wielkopolskim)
Janiszewo – wieś w Polsce położona w województwie wielkopolskim, w powiecie gostyńskim, w gminie Poniec.

## Historia
Miejscowość ma metrykę średniowieczną i istnieje co najmniej od XIV wieku. Wymieniona w 1310 w łacińskim dokumencie jako Ianiszow, Ianissewo, 1394 Janissewo, 1398 Janiszewo, 1399 Janyschevo, 1399 Januszowo, 1401 Ianisszewo, 1403 Yanissewo.
Miejscowość była wsią szlachecką i należała do lokalnej szlachty wielkopolskiej Górzyńskich, Ponieckich oraz noszących odmiejscowe nazwisko utworzone od nazwy wsi - Janiszewskich. Odnotowana została po raz pierwszy w 1310 kiedy książę śląski i wielkopolski, pan Głogowa i Poznania dziedzic Królestwa Polskiego Henryk III głogowski ustanowił dystrykt w Poniecu, w którego granicach odnotowane zostało także Janiszewo. W 1410 miejscowość należała do parafii Poniec. W 1447 leżała w powiecie kościańskim Korony Królestwa Polskiego.
Jako własność prywatna wieś podlegała sprzedaży, dziedziczeniu oraz wymianie i wielokrotnie w historii zmieniała właścicieli. W 1469 Andrzej z Górzna zapisał swojej żonie Jadwidze po 100 kóp groszy posagu i wiana na połowie sum, które miał zapisane na Górznie oraz na Janiszewie. W 1471 Małgorzata z Janiszewa, wdowa po Mikołaju zwanym Laczek, sprzedała Dobiesławowi z Kociug za 100 grzywien swoją oprawę na dwóch częściach wsi Janiszewo. W 1472 Andrzej Gorzyński sprzedał Łukaszowi Gorzyńskiemu część wsi odziedziczoną po Mikołaju zwanym Laczek wraz z prawem bliższości do oprawy, którą posiadała w Janiszewie Małgorzata wdowa po tymże Mikołaju. W 1494 Łukasz Gorzyński nabył od Jana Dzięczyńskiego z zastrzeżeniem prawa odkupu prawo do części majątków w Janiszewie, którą z podobnym zastrzeżeniem Jan Dzięczyński nabył uprzednio za 100 złotych węgierskich od Marcina Ponieckiego. W 1486 Łukasz Gorzyński sprzedał Marcinowi Ponieckiemu 2 części Janiszewa za 400 grzywien. Stanisław Janiszewski natomiast sprzedał temu Ponieckiemu 1/3 Janiszewa, a w zamian otrzymał od niego jeden łan roli w Długiej Ulicy przy granicy z Dzięczyną oraz 200 grzywien. W 1519 odnotowano graniczny kopiec narożny zwany Krzyżan, który dzielił wsie: Janiszewo, nie istniejące obecnie Police oraz Lubonie. W 1538 wymieniono Janiszewo przy rozgraniczeniu dóbr ponieckich z wsiami Waszkowo i Zawada.
Miejscowość odnotowały historyczne regesty podatkowe. W 1563 miał miejsce pobór podatków z 4,5 łana oraz od wiatraka dziedzicznego. W 1564 we wsi odnotowane zostały 4 łany. W 1580 odbył się pobór z 9 łanów osiadłych, a dziesiąty łan zwolniono z podatków z powodu pożaru w poprzednim roku. We wsi mieszkali także dwaj zagrodnicy, oraz jeden zagrodnik wolny, trzech komorników, jeden rzemieślnik oraz jeden pasterz wypasający 10 owiec.
W 1580 wieś Janissewo położona była w powiecie kościańskim województwa poznańskiego w Rzeczypospolitej Obojga Narodów.
Po rozbiorach Polski miejscowość wraz z całą Wielkopolską znalazła się w zaborze pruskim. W okresie Wielkiego Księstwa Poznańskiego (1815-1848) miejscowość należała do wsi większych w ówczesnym pruskim powiecie Kröben (krobskim) w rejencji poznańskiej. Janiszewo należało do okręgu bojanowskiego tego powiatu i stanowiło część majątku Widawy, którego właścicielką była wówczas Mycielska. Według spisu urzędowego z 1837 roku wieś liczyła 199 mieszkańców, którzy zamieszkiwali 31 dymów (domostw).
Wieś rycerska, własność Jana Mycielskiego, położona była w 1909 roku w powiecie gostyńskim rejencji poznańskiej w Wielkim Księstwie Poznańskim.
W latach 1975–1998 miejscowość administracyjnie należała do województwa leszczyńskiego.